# Karl Sanders
Karl Sanders es un cantante y guitarrista, fundador de la banda de death metal Nile. Nació en California y actualmente reside en Greenville, Carolina del Sur. Es reconocido por ser un virtuoso y versátil guitarrista. Karl utiliza guitarras Jackson y Dean, y tiene dos modelos propios de Kxk. Él tiene el cuarto lugar de 20 en la revista Decibel Magazine en la lista de los mejores guitarristas de death metal de todos los tiempos. Él tiene un gran conocimiento sobre la mitología egipcia, lo que ha influenciado en su música.

## Primeros años
Antes de crear Nile, Sanders estuvo en una banda de thrash metal durante los principios de los 80's, y tocaron en algunos espectáculos locales con el joven Morbid Angel y otras bandas de death metal

## Otros proyectos
Sanders inició un proyecto en solitario en el 2004. Su música contiene muchos elementos de la banda Nile, sin embargo, esta está más dedicada al ambiente egipcio que al death metal
Su primer álbum se llama Saurian Meditation, fue lanzado el 26 de octubre de 2004, bajo la discográfica Relapse. Un segundo álbum fue lanzado el 14 de abril de 2009, llamado Saurian Exorcisms.

## Equipamiento

### Guitarras
- Dean V Nile Custom
- Dean 79 V
- Jackson Custom shop V
- KxK Spear V
- KxK Double-Neck V
- Fender Strat with Jackson Neck

### Pastillas
- Seymour Duncan Invader

### Cuerdas
- SIT.070.050.038.017.012.010

### Púas
- Dunlop Jazz Stubby 3.0

### Amplificadores
- Marshall JCM 2000 DSL 100 heads
- Marshall 1960 a/b cabs with 70 watt celestions

## Apariciones como invitado
Karl Sanders aparece tocando el solo de guitarra de la canción «Xul», en el álbum Demigod de la banda Behemoth.
Karl Sanders también aparece tocando el solo en la canción «God of our own divinity», en el álbum Heretic de la banda Morbid Angel,.